# Cantó de Bastelica
El cantó de Bastelica és una antiga divisió administrativa francesa situada al departament de la Còrsega del Sud, a la regió de Còrsega. Va desaparèixer el 2015.

## Administració
| Període   | Identitat                   | Partit | Qualitat |
| --------- | --------------------------- | ------ | -------- |
| 2004-2015 | Paul-François Pellegrinetti | DVG    |          |

## Composició
| Nom             | Població | Codi Postal | Codi Insee |
| --------------- | -------- | ----------- | ---------- |
| Bastelica       | 460      | 20119       | 2A031      |
| Cauro           | 1 060    | 20117       | 2A085      |
| Eccica-Suarella | 684      | 20117       | 2A104      |
| Ocana           | 394      | 20117       | 2A181      |
| Tolla           | 98       | 20117       | 2A326      |

## Demografia
| 1962  | 1968  | 1975  | 1982  | 1990  | 1999  |
| ----- | ----- | ----- | ----- | ----- | ----- |
| 2.064 | 2.229 | 2.147 | 2.261 | 2.236 | 2.696 |